# Costa Barros
Costa Barros è un quartiere (bairro) di classe bassa della Zona Nord della città di Rio de Janeiro, in Brasile.
Confina con i quartieri Pavuna, Anchieta, Guadalupe, Barros Filho, Coelho Neto e Acari.
Il suo HDI nel 2000 è stato di 0,713, al 125º posto tra le 126 regioni analizzate della città di Rio de Janeiro, meglio solo di Complexo do Alemão.

## Storia
Ben servito dai trasporti, con la Stazione Barros Costa, che è una delle fermate della Supervia Ramal Belford Roxo, è servito anche da un sistema di metropolitana della capitale dello stato attraverso la Estação Engenheiro Rubens Paiva e anche tre linee regolari di autobus per il Centro (374, 377 e 385), uno per la Grande Tijuca (665), due per il quartiere di Cascadura (773 e 778) e una per il quartiere di Bonsucesso (920). Le sue principali strade di accesso sono le strade di Botafogo e Camboatá e le strade José Arantes de Mello e Javatá.
Ha le scuole comunali Prof° Escragnolle Doria, Anton Makarenko, Rubens Gomes, Raul Seixas, Escultor leão Velloso tra Pavuna e Costa Barros, Prefeito Marcos Tamoio, José Pedro Varella, Thomás Jefferson...
Nel corso del tempo, Costa Barros stava crescendo sia nella popolazione sia in relazione al traffico di droga. Oggi, il quartiere ha un complesso di baraccopoli, come: Chapadão, Pedreira, Lagartixa, Quitanda, Final Feliz, Terra Nostra, Tom Jobim, Favela do Nego Dengo, tra gli altri.
Nelle vicinanze sarà costruito un viadotto sulla linea ferroviaria che collega le Strade di Camboatá e di Botafogo, nelle vicinanze della stazione ferroviaria del quartiere e ampliata Via Light, con accesso da Rua Javatá.

## Amministrazione
Costa Barros fu istituito come bairro a sé stante il 23 luglio 1981 come parte della Regione Amministrativa XXV - Pavuna  del municipio di Rio de Janeiro.